# 1994 NS
1994 NS är en asteroid i huvudbältet som upptäcktes den 4 juli 1994 av de båda japanska astronomerna Takeshi Urata och Yoshisada Shimizu vid Nachi-Katsuura-observatoriet.